# Волтон-Гіллс (Огайо)
Волтон-Гіллс (англ. Walton Hills) — селище (англ. village) в США, в окрузі Каягога штату Огайо. Населення — 2033 особи (2020).

## Географія
Волтон-Гіллс розташований за координатами 41°22′6″ пн. ш. 81°33′11″ зх. д. / 41.36833° пн. ш. 81.55306° зх. д. (41.368209, -81.553033).  За даними Бюро перепису населення США в 2010 році селище мало площу 17,62 км², з яких 17,50 км² — суходіл та 0,12 км² — водойми.

## Демографія
Згідно з переписом 2010 року, у селищі мешкала 2281 особа в 937 домогосподарствах у складі 681 родини. Густота населення становила 129 осіб/км².  Було 969 помешкань (55/км²).
Расовий склад населення:
| - 90,7 % — білих - 8,1 % — чорних або афроамериканців - 0,3 % — азіатів - 0,2 % — корінних американців |

До двох чи більше рас належало 0,7 %. Частка іспаномовних становила 0,7 % від усіх жителів.
За віковим діапазоном населення розподілялося таким чином: 11,2 % — особи молодші 18 років, 58,0 % — особи у віці 18—64 років, 30,8 % — особи у віці 65 років та старші. Медіана віку мешканця становила 55,4 року. На 100 осіб жіночої статі у селищі припадало 91,7 чоловіків;  на 100 жінок у віці від 18 років та старших — 93,4 чоловіків також старших 18 років.
Середній дохід на одне домашнє господарство  становив 76 364 долари США (медіана — 66 389), а середній дохід на одну сім'ю — 87 475 доларів (медіана — 78 600). Медіана доходів становила 60 703 долари для чоловіків та 38 636 доларів для жінок. За межею бідності перебувало 4,2 % осіб, у тому числі 7,6 % дітей у віці до 18 років та 4,1 % осіб у віці 65 років та старших.
Цивільне працевлаштоване населення становило 1138 осіб. Основні галузі зайнятості: освіта, охорона здоров'я та соціальна допомога — 29,3 %, виробництво — 11,1 %, роздрібна торгівля — 9,8 %.